# Salganea passaloides
Salganea passaloides är en kackerlacksart som först beskrevs av Walker, F. 1868.  Salganea passaloides ingår i släktet Salganea och familjen jättekackerlackor.

## Underarter
Arten delas in i följande underarter:
- S. p. passaloides
- S. p. renschi